# Groupe de recherche et d'information sur la paix et la sécurité
Le Groupe de recherche et d'information sur la paix et la sécurité est un centre de recherche belge indépendant et pluraliste, à but non lucratif, qui a été fondé en 1979 par Bernard Adam, qui en fut le directeur jusqu'en 2010.
Selon ses options fondamentales, « le GRIP a notamment pour objet l'étude, la recherche, l'information et la formation sur les problèmes de paix, de défense et de désarmement dans la perspective de l'amélioration de la sécurité internationale en Europe et dans le monde ».
Actuellement[Quand ?], les travaux du GRIP portent sur plusieurs thèmes :
1. les transferts internationaux d'armements et les trafics d'armes ;
2. l'économie de l'armement ;
3. les armes légères et de petit calibre :
  - les processus internationaux et régionaux de réglementation de la prolifération des armes légères aux Nations unies, au sein de l'Union européenne, au sein de la CEDEAO, etc. ;
  - des études thématiques sur la prolifération des armes légères en Afrique, particulièrement en Afrique de l'Ouest et en Afrique des Grands Lacs (République démocratique du Congo, Rwanda, Burundi et Ouganda) ;
  - la législation belge sur la détention et le commerce des armes ;
4. l'armement non conventionnel (nucléaire, biologique et chimique) et les biens et technologies à double usage ;
5. la prévention des conflits armés.

Le GRIP a été désigné Messager de la paix en 1990 par le Secrétaire général des Nations unies Javier Pérez de Cuéllar en reconnaissance de « sa contribution précieuse à l'action menée en faveur de la paix ».